# Campeonato Paranaense de Futebol Feminino
Realizado pela Federação Paranaense de Futebol, o Campeonato Paranaense de Futebol Feminino é o campeonato de futebol feminino do estado do Paraná. O campeonato é disputado desde 1998, tendo o Foz Cataratas como o maior campeão, com 8 títulos.
O time da cidade de Foz do Iguaçu é absoluto desde que entrou no certame, ganhando todos os títulos estaduais que disputou.
A cidade da fronteira soma 10 taças por 3 clubes diferentes, assim como Curitiba que possui 10 títulos também por 3 clubes. As outras cidades que conquistaram o campeonato são São José dos Pinhais (3 títulos) e Maringá (1 título).

## Campeãs
| Edição | Ano           | Campeão              | Vice          | Terceiro colocado | Quarto colocado       |
| ------ | ------------- | -------------------- | ------------- | ----------------- | --------------------- |
| 1ª     | 1998          | União Ahú            | Desconhecido  | Desconhecido      | Desconhecido          |
| 2ª     | 1999          | União Ahú            | Desconhecido  | Desconhecido      | Desconhecido          |
| 3ª     | 2000          | Grêmio Maringá       | São Paulo     | Gresfi            | Desconhecido          |
| 4ª     | 2001          | Gresfi               | São Paulo     | Desconhecido      | Desconhecido          |
| 5ª     | 2002          | Novo Mundo           | Gresfi        | Londrina          | Grêmio Maringá/Seleto |
| 6ª     | 2003          | Novo Mundo           | Colombo       | Gresfi            | Vila Fanny            |
| 7ª     | 2004          | Novo Mundo           | São José      | Vila Fanny        | Grêmio Maringá/Seleto |
| 8ª     | 2005          | São José             | Novo Mundo    | Colombo           | Vila Fanny            |
| 9ª     | 2006          | São José             | Vila Hauer    | Jaborá            | Novo Mundo            |
| 10ª    | 2007          | Jaborá               | São José      | Vila Fanny        | Novo Mundo            |
| 11ª    | 2008          | Novo Mundo           | São José      | Maringá Seleto    | Vila Fanny            |
| 12ª    | 2009          | Foz do Iguaçu        | Desconhecido  | Desconhecido      | Desconhecido          |
| 13ª    | 2010          | Foz Cataratas        | Jaborá        | Novo Mundo        | Vasco da Gama         |
| 14ª    | 2011          | Foz Cataratas        | Novo Mundo    | BAREC Londrina    | Assaí                 |
| 15ª    | 2012          | Foz Cataratas        | Novo Mundo    | Assaí             | Colombo               |
| 16ª    | 2013          | Foz Cataratas        | Foz do Iguaçu | Assaí             | Colombo               |
| 17ª    | 2014          | Foz Cataratas        | Assaí         | BAREC Londrina    | Foz do Iguaçu         |
| —      | 2015–2016     | Não disputado        | Não disputado | Não disputado     | Não disputado         |
| 18ª    | 2017 Detalhes | Foz Cataratas        | Toledo        | Imperial          | —                     |
| 19ª    | 2018 Detalhes | Foz Cataratas        | Toledo        | Imperial          | GRECAL                |
| 20ª    | 2019 Detalhes | Foz Cataratas        | Toledo        | Imperial          | Londrina              |
| 21ª    | 2020 Detalhes | Athletico Paranaense | Imperial      | —                 | —                     |
| 22ª    | 2021 Detalhes | Athletico Paranaense | Toledo        | Imperial          | —                     |
| 23ª    | 2022 Detalhes | Athletico Paranaense | Toledo        | Coritiba          | SOBI São Braz         |
| 24ª    | 2023 Detalhes | Athletico Paranaense | Coritiba      | Toledo            | Rio Branco            |
| 25ª    | 2024 Detalhes | Athletico Paranaense | Coritiba      | Toledo            | SOBI São Braz         |
| 26ª    | 2025 Detalhes | Desconhecido         | Desconhecido  | Desconhecido      | Desconhecido          |

### Títulos por equipe
| Clube                           | Campeão | Anos dos Títulos                               | Vice | Anos dos Vices               |
| ------------------------------- | ------- | ---------------------------------------------- | ---- | ---------------------------- |
| Foz Cataratas (Foz do Iguaçu)   | 8       | 2010, 2011, 2012, 2013, 2014, 2017, 2018, 2019 | 0    |                              |
| Athletico Paranaense (Curitiba) | 5       | 2020, 2021, 2022, 2023, 2024                   | 0    |                              |
| Novo Mundo (Curitiba)           | 4       | 2002, 2003, 2004, 2008                         | 3    | 2005, 2011, 2012             |
| São José (São José dos Pinhais) | 2       | 2005, 2006                                     | 3    | 2004, 2007, 2008             |
| União Ahú (Curitiba)            | 2       | 1998, 1999                                     | 0    |                              |
| Gresfi (Foz do Iguaçu)          | 1       | 2001                                           | 1    | 2002                         |
| Jaborá (São José dos Pinhais)   | 1       | 2007                                           | 1    | 2010                         |
| Foz do Iguaçu (Foz do Iguaçu)   | 1       | 2009                                           | 1    | 2013                         |
| Grêmio Maringá (Maringá)        | 1       | 2000                                           | 0    |                              |
| Toledo (Toledo)                 | 0       |                                                | 5    | 2017, 2018, 2019, 2021, 2022 |
| São Paulo (Curitiba)            | 0       |                                                | 2    | 2000, 2001                   |
| Coritiba (Curitiba)             | 0       |                                                | 2    | 2023, 2024                   |
| Colombo (Colombo)               | 0       |                                                | 1    | 2003                         |
| Vila Hauer (Curitiba)           | 0       |                                                | 1    | 2006                         |
| Assaí (Assaí)                   | 0       |                                                | 1    | 2014                         |
| Imperial (Curitiba)             | 0       |                                                | 1    | 2020                         |

### Títulos por cidade
| Cidade               | Títulos | Vices |
| -------------------- | ------- | ----- |
| Curitiba             | 11      | 9     |
| Foz do Iguaçu        | 10      | 2     |
| São José dos Pinhais | 3       | 4     |
| Maringá              | 1       | 0     |
| Toledo               | 0       | 5     |
| Colombo              | 0       | 1     |
| Assaí                | 0       | 1     |